# Metaalglanslibel
De metaalglanslibel (Somatochlora metallica) is een echte libel uit de familie van de glanslibellen (Corduliidae). Het is de groenste van de glanslibellen. De soort komt in Nederland algemeen voor.
De wetenschappelijke naam van de soort werd in 1825 als Libellula metallica gepubliceerd door Pièrre Léonard Vander Linden.

## Kenmerken
De metaalglanslibel is de groenste en glimmendste glanslibel. Het borststuk is metaalgroen met een gouden glans. De ogen zijn eerst dofbruin, later felgroen glimmend. Het achterlijf is metaalgroen glanzend en lijkt onder bepaalde lichtomstandigheden soms staalblauw. Het voorhoofd heeft een gele tekening. Het mannetje heeft een sterke insnoering in het achterlijf ter hoogte van segment 3, met het breedste punt ter hoogte van segment 6 en 7. Het vrouwtje is dik gebouwd, het achterlijf is niet ingesnoerd, met een ronde gele vlek aan beide zijden van achterlijfssegment 3. Het vrouwtje heeft een opvallende, rechtafstaande legschede aan de onderzijde van de achterlijfspunt. De lichaamslengte van volwassen dieren ligt tussen 50 en 55 millimeter.
De larve is 22–26 mm lang, wat relatief groot is voor de glanslibellen.

## Vliegtijd
De vliegtijd van de metaalglanslibel is van begin mei tot en met begin september, met een piek van eind juni tot eind juli.

## Gedrag en voortplanting
Jonge larven leven vooral tussen waterplanten, oudere larven vooral op de bodem tussen dood plantenmateriaal. De larven overwinteren twee of drie keer, alvorens uit te sluipen van begin mei tot eind juli. Imago’s die nog niet toe zijn aan de voortplanting kunnen jagend langs bosranden en op andere beschutte plaatsen worden waargenomen. Volwassen mannetjes patrouilleren boven het water en verdedigen hun territorium fel tegen andere mannetjes, waarbij ze regelmatig stil blijven hangen in de lucht. Door het sterke territoriale gedrag zijn meestal slechts een of enkele mannetjes zichtbaar bij het water aanwezig, terwijl zich in de omgeving meer mannetjes kunnen ophouden. Wanneer een mannetje uit een ‘territorium’ verdwijnt wordt zijn plaats snel door een ander mannetje opgevuld. Vrouwtjes gedragen zich veel minder opvallend en zijn soms laag vliegend tussen de oevervegetatie waar te nemen tijdens de ei-afzet. Eitjes worden meestal op de vochtige oever vlak boven de waterspiegel afgezet, vaak op beschaduwde plaatsen.

## Habitat
De habitat van de metaalglanslibel bestaat in Nederland uit grote plassen, zwak stromende kanalen, beken en soms laagveen en vennen. De belangrijkste overeenkomst tussen de verschillende biotopen is de nabijheid van bomen bij het water: veel populaties leven in bosgebieden. De kwaliteit van het water lijkt geen grote rol te spelen. Laagveen is binnen Europa voor deze soort een atypische biotoop. In Nederland komen de laagveenwaarnemingen uit De Wieden, De Weerribben en in mindere mate de Vechtstreek.

## Verspreidingsgebied
Het verspreidingsgebied van de metaalglanslibel loopt oostelijk tot in Siberië. De soort komt niet voor in Afrika. In Europa komt de soort vooral voor in Midden-, Noord- en Noordoost-Europa. In Engeland, Schotland, de Pyreneeën en Zuidoost-Europa komt de soort lokaal voor. In Nederland komt de metaalglanslibel algemeen voor op de binnenlandse zandgronden en in laagveengebieden. De soort is schaars of ontbreekt in de kleigebieden van West- en Noord-Nederland en opvallend genoeg ook in Zuid-Limburg. De metaalglanslibel is honkvast en zwerft weinig; dit is een opvallende tegenstelling met de gevlekte glanslibel.

## Verwante en gelijkende soorten
Verwarring is mogelijk met de smaragdlibel (Cordulia aenea), de gevlekte glanslibel (Somatochlora flavomaculata) en de hoogveenglanslibel (Somatochlora arctica). De grondkleur van het achterlijf van de gevlekte glanslibel en de hoogveenglanslibel is veel donkerder (bijna zwart) en bij de smaragdlibel meer bronskleurig. Mannetjes van de smaragdlibel hebben het breedste punt van het achterlijf meer naar achteren liggen. Mannetjes van de hoogveenglanslibel zijn slanker. Mannetjes van de metaalglanslibel hebben gele vlekjes langs de zijkant van het achterlijf, hoewel die in vlucht moeilijk zichtbaar kunnen zijn. Sommige vrouwtjes van de metaalglanslibel hebben vrij grote vlekken aan de zijkanten van segment 2, waardoor ze op hoogveenglanslibellen lijken. De groene kleur en de opvallend lange, afstaande legschede geven echter uitsluitsel.
In het larvestadium kan ook verwarring optreden met de smaragdlibel maar deze heeft minder opvallende (kleinere) rugdoornen en een opvallende donkere band op de zijkant van het borststuk. Ook is verwarring mogelijk met de larve van de gevlekte glanslibel; deze soort heeft langere zijdoornen op segment 9 en is gemiddeld iets kleiner. Ook kan de tweevlek tot verwarring leiden, maar deze heeft opvallende doornen op het achterhoofd. Verder kan er ook verwarring optreden met de soorten van de familie van de korenbouten, maar deze hebben geen duidelijke middengleuf op de onderlip.

## Bedreigingen en bescherming
De metaalglanslibel staat op de Rode Lijst van de IUCN als niet bedreigd, beoordelingsjaar 2007.